# St. Francis College Men's Volleyball
Il St. Francis College Men's Volleyball è stato la squadra di pallavolo maschile appartenente al St. Francis College, con sede a New York (New York).

## Storia
Il St. Francis College Men's Volleyball viene fondato nel 2018. Inizia le proprie attività ufficialmente nel 2020, giocando per due annate come programma indipendente: nel 2022 si affilia alla Eastern Intercollegiate Volleyball Association, mentre un anno dopo si trasferisce nella neonata Northeast Conference. 
Il 20 marzo 2023 il St. Francis College la chiusura di tutti i programmi sportivi per motivi economici al termine dell'annata sportiva 2022-23.

## Conference
- Eastern Intercollegiate Volleyball Association: 2022
- Northeast Conference: 2023

## Allenatori
- Niko Lambert: 2020-2022
- Justin Beaumont: 2023